# Reacción carbotérmica
Las reacciones carbotérmicas implican la reducción de sustancias, a menudo óxidos metálicos ( {\displaystyle {\ce {O^2-}}}), utilizando carbono como agente reductor. Estas reacciones químicas generalmente se llevan a cabo a temperaturas de varios cientos de grados centígrados. Tales procesos se aplican para la producción de formas elementales de muchos elementos. Las reacciones carbotérmicas no son útiles para algunos óxidos metálicos, como los de sodio y potasio. La capacidad de los metales para participar en reacciones carbotérmicas se puede predecir a partir de los diagramas de Ellingham. 
Las reacciones carbotérmicas producen monóxido de carbono y, a veces, dióxido de carbono. La facilidad de estas conversiones es atribuible a la entropía de la reacción: dos sólidos, el óxido metálico y el carbono, se convierten en un nuevo sólido (metal) y un gas (CO), este último tiene una alta entropía. Se requiere calor para las reacciones carbotérmicas porque la difusión de los sólidos que reaccionan es lenta. 

## Aplicaciones
Un ejemplo destacado es el de la fundición de mineral de hierro. Hay muchas reacciones involucradas, pero la ecuación simplificada generalmente se muestra como: 
2Fe
2O
3 + 3C → 4Fe + 3CO2
En una escala más modesta, alrededor de 1 millón de toneladas de fósforo elemental se produce anualmente por reacciones carbotérmicas. El fosfato de calcio (roca de fosfato) se calienta a 1,200-1,500 °C con arena, que es principalmente SiO
2, y coque (carbono impuro) para producir P
4 . La ecuación química para este proceso cuando se comienza con fluoroapatita, un mineral de fosfato común, es: 
4Ca
5(PO
4)
3F  +  18SiO
2  +  30C →   3P
4  +  30CO  +  18CaSiO
3  +  2CaF
2
De interés histórico es el proceso de Leblanc. Un paso clave en este proceso es la reducción de sulfato de sodio con carbón:
Na2SO4 + 2 C → Na2S + 2 CO2
El Na2S se trata luego con carbonato de calcio para dar carbonato de sodio, un producto químico básico. 
El desarrollo del proceso de magnesio carbotérmico 'MagSonic TM ' ha reanudado el interés en su química:
MgO  +  C ↔   Mg  +  CO
La reacción es fácilmente reversible a partir de los vapores de su producto y requiere un enfriamiento rápido para evitar  la reacción inversa. 

### Variaciones
Algunas veces las reacciones carbotérmicas se acoplan a otras conversiones. Un ejemplo es el proceso de cloruro para separar titanio de ilmenita, el principal mineral de titanio. En este proceso, una mezcla de carbono y el mineral triturado se calienta a 1000 °C bajo un flujo de gas de cloro, dando tetracloruro de titanio: 
2FeTiO
3  +  7Cl
2  +  6C → 2TiCl
4 + 2FeCl
3 + 6CO
Para algunos metales, las reacciones carbotérmicas no proporcionan el metal, sino que dan el carburo metálico. Este comportamiento se observa para el titanio, de ahí el uso del proceso de cloruro. Los carburos también se forman con el tratamiento a alta temperatura de Cr
2O
3 con carbono. Por esta razón, el aluminio se emplea como agente reductor. 